# Martin Brest
Martin Brest (El Bronx, Nueva York; 8 de agosto de 1951) es un director de cine, guionista y productor estadounidense.

## Formación
Brest se gradúa en la Stuyvesant High School en 1969, en la New York University's School of the Arts en 1973 y en el American Film Institute con un M.F.A. en 1977.

## Trayectoria
Su debut con un gran estudio como guionista director es en 1979 con Going in Style, protagonizada por George Burns, Art Carney y Lee Strasberg. Brest fue contratado para dirigir la película War Games pero no continuó con la producción.
El siguiente proyecto de Brest es su primer largometraje de gran éxito en 1984 Beverly Hills Cop, protagonizada por Eddie Murphy. La película gana más de trescientos millones de dólares y es nominada para los Premios Óscar a mejor guion obteniendo además las nominaciones a los Globos de Oro a mejor película en el apartado de comedia o musical y mejor actor.
La siguiente película de Brest es Midnight Run de 1988, protagonizada por Robert De Niro y Charles Grodin. La película logra la nominación a los Globos de Oro a mejor actor en el apartado de comedia o musical para De Niro y mejor película —comedia o musical— para Brest.
El director alcanzó la cima de su carrera con la película Scent of a Woman en 1992, siendo un gran éxito de crítica y público y por la que Al Pacino consiguió el Oscar al mejor actor por su memorable interpretación del teniente coronel ciego Frank Slade, siendo también nominada en los apartados de mejor película, mejor director y mejor guion adaptado (Bo Goldman). Se llevó además los Globos de Oro a la mejor película y al mejor actor, ambos la categoría dramática. En esta cinta se dieron a conocer los actores Chris O'Donnell y Philip Seymour Hoffman.
Seis años después Brest dirige Meet Joe Black remake libre de Death Takes a Holiday (La Muerte toma vacaciones) protagonizada por Brad Pitt y Anthony Hopkins.
En 2003 escribe y dirige la que hasta ahora es su última película, Gigli, protagonizada por Ben Affleck y Jennifer Lopez. Con un presupuesto de 74 millones de dólares y una recaudación de tan sólo 7 millones en taquilla supuso uno de los mayores descalabros económicos en la historia reciente del cine. Tal fue el fiasco que desde entonces Brest se encuentra alejado por completo del mundo del cine.
En 2009, su película en la Universidad de New York, Hot Dogs for Gauguin, es una de las 25 películas escogidas por el Registro Nacional de Cine de la Biblioteca del Congreso de Estados Unidos para ser preservada como "tesoro artístico, histórico o cultural".

## Filmografía

### Director
- Hot Dogs for Gauguin (1972)
- Hot Tomorrows (1977)
- Going in Style (1979)
- War Games (1983) (parcialmente)
- Beverly Hills Cop (1984)
- Midnight Run (1988)
- Scent of a Woman (1992)
- Meet Joe Black (1998)
- Gigli (2003)

### Productor
- Hot Tomorrows (1977)
- Midnight Run (1988)
- Scent of a Woman (1992)
- Josh and S.A.M. (1993)
- Meet Joe Black (1998)
- Gigli (2003)

### Actor
- Hot Dogs for Gauguin (1972) - El hombre del ferry
- Fast Times at Ridgemont High (1982) - Dr. Miller
- Beverly Hills Cop -(1984) (sin acreditar)- Recepcionista Hotel
- Spies Like Us (1985) - Seguridad
- Midnight Run (1988) (sin acreditar)- Encargado de billetes de compañía aérea

### Guionista
- Hot Dogs for Gauguin (1972)
- Hot Tomorrows (1977)
- Going in Style (1979)
- Gigli (2003)

### Montaje
- Hot Dogs for Gauguin (1972)
- Hot Tomorrows (1977)

## Premios y reconocimientos
Premios Óscar
| Año  | Categoría      | Trabajo nominado | Resultado |
| ---- | -------------- | ---------------- | --------- |
| 1993 | Mejor película | Scent of a Woman | Nominado  |
| 1993 | Mejor director | Scent of a Woman | Nominado  |